# Acholi
El pueblo acholi es también conocido con los nombres ancoli, ankoli, akoli, gan, gang, shuli o makjuru. Habita en el norte de Uganda, en tierras limítrofes de Sudán del Sur y norte de Kenia. Son de origen nilótico occidental y forman parte del grupo etno-lingüístico luo. Históricamente vivieron un proceso de mestizaje e hibridación cultural con miembros del pueblo madi. Mantienen estrechas relaciones con los luo en Kenia y los shilluk en Sudán del Sur. Su nombre acholi proviene del término que les dieron los comerciantes árabes del siglo XIX, shuˆ li, que significa hablar una mezcla de árabe con otro idioma.
Hablan acholi, un idioma del filo de lenguas nilosaharianas, y del grupo luo del sur. En 2016 en Uganda habitaban 1.970.000 acholis que equivalían a un 4,4% de la población del país. Mientras que en Sudán del Sur la etnia acholi llegaría a las 81.000 personas. Son en su mayoría católicos.

## Territorio
En Sudán del Sur su principal asentamiento se sitúa en torno a la población de Opari, dentro de la región de Ecuatoria Oriental. En territorio de Uganda se distribuyen en el país Acholi por los distritos de Kitgum, Amuru, Pader, Gulu, Abim, Oyam, Kotido, Kaabong y Lira.
El país Acholi comprende unos 28.000 km² de una región dominada por mesetas y pastizales arbolados. Las praderas están surcadas por numerosas corrientes fluviales que proporcional el agua esencial para contrarrestar el clima seco de la zona.

## Historia

### Orígenes

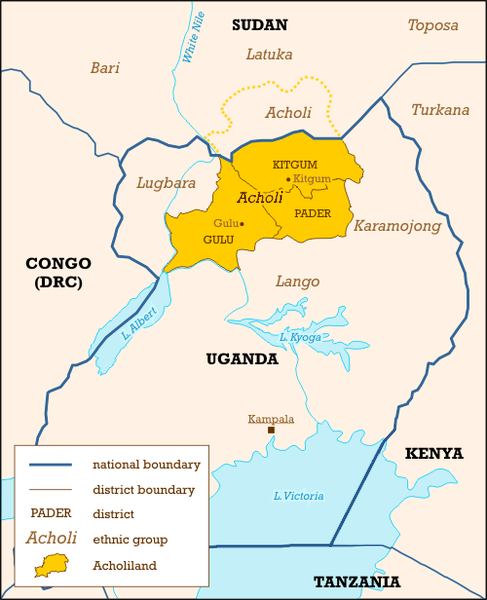
Territorio de los Acholi.

Sobre el año 1000 habitaban en la zona de Bahr el-Gazhal junto con otros pastores nilóticos. Por causas aún desconocidas iniciaron un movimiento poblacional hacia el sur junto con otros pueblos del grupo luo. Los acholi se asentaron en los actuales distritos de Gulu y Kitgum, en el norte de Uganda y en los territorios continuos de la frontera de Sudán del Sur. En esa zona evolucionó constituyendo el territorio conocido como Achoiland o el país Acholi. Sus dominios alcanzaron una superficie territorial de unos 28.000 km².

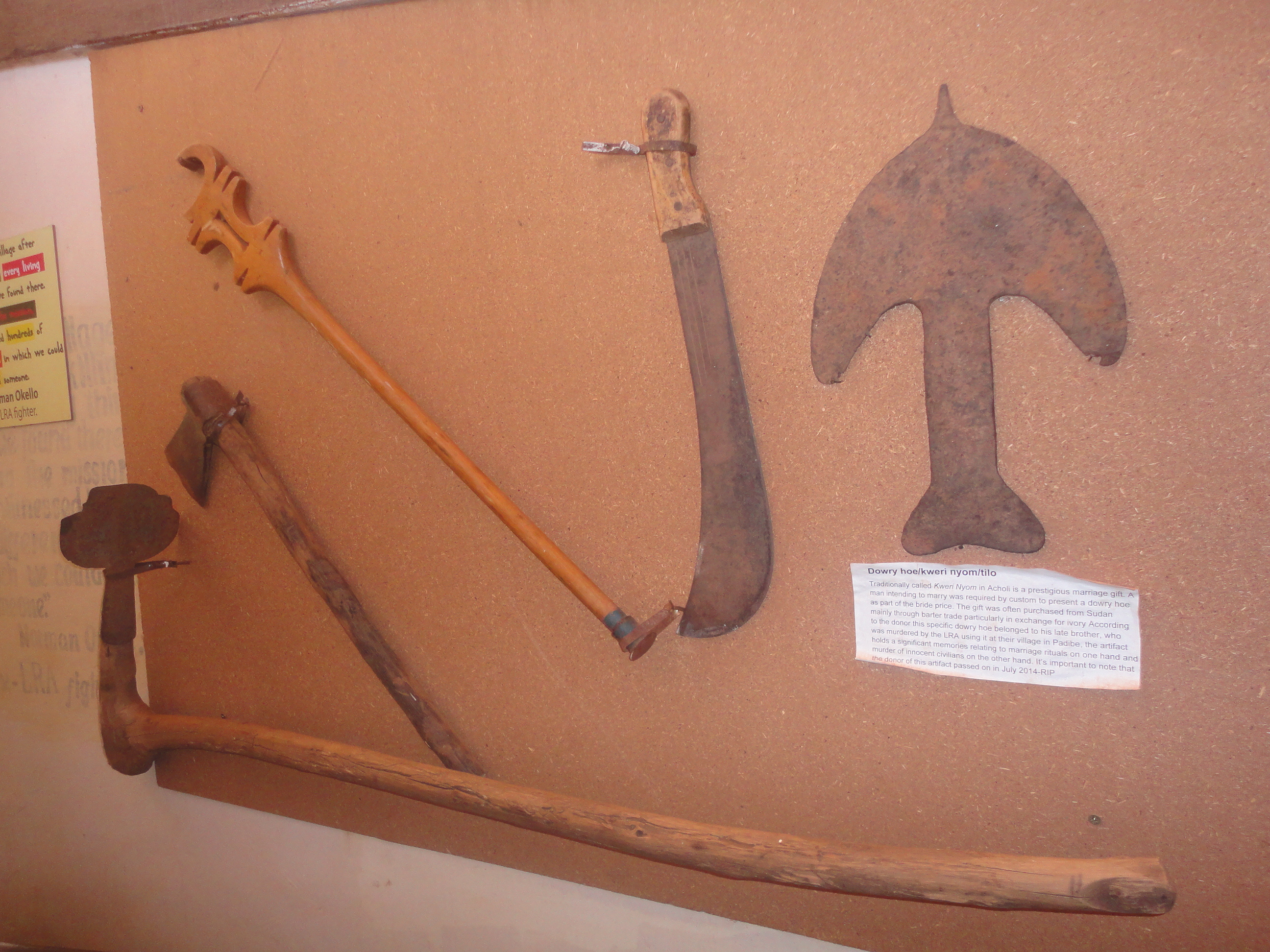
Herramientas tradicionales del pueblo acholi

La información sobre el pueblo acholi antes del siglo XVII es escasa. Es posible que sus antepasados hayan llegado ya en el siglo XI, cuando el clima muy húmedo de la zona se volvió lo suficientemente seco como para sustentar la agricultura. La zona ofrecía asentamientos naturales con buen pesca, tierras fértiles, arboledas y una buena posición para vigilar posibles invasiones. Sin embargo los primeros Acholi debieron enfrentar períodos de hambruna debido a las lluvias inconstantes en el área. Su región recibe la mayor parte de las lluvias de abril a octubre, seguida de una dura estación seca.

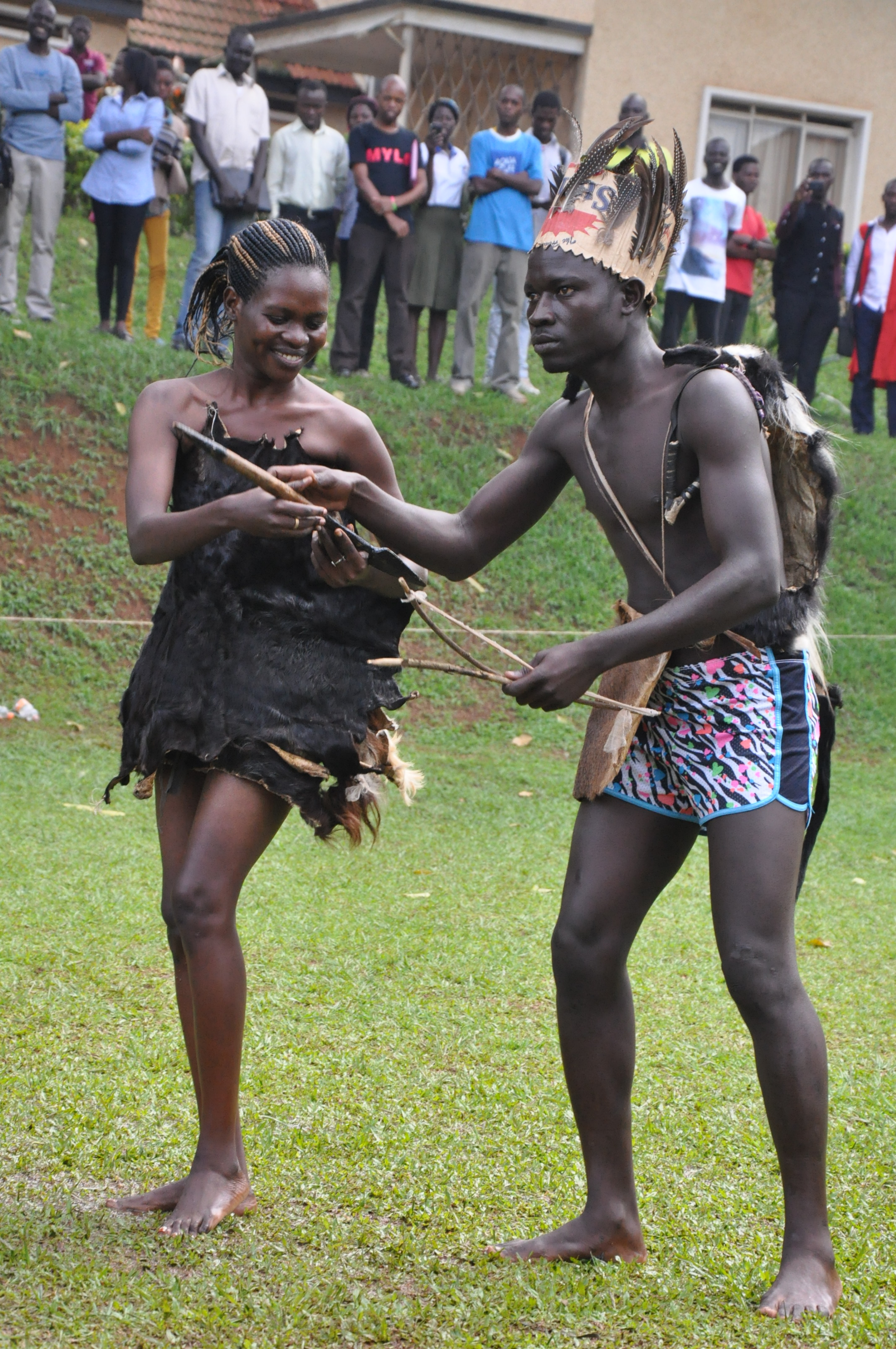
Muestra de danza tradicional acholi

Los antepasados del pueblo acholi moderno seguramente fueron una mezcla de miembros de grupos luo, nilóticos orientales y occidentales que confluyeron en la región de asentamiento. Algunos autores mencionan un mestizaje luo – madi. En este proceso de encuentro de pueblos nilóticos en el país acholi, cada grupo conservó su propio idioma y estableció comunidades separadas en toda la región. Las evidencias de una agricultura temprana en todo el este y centro de Sudán indica que los primeros agricultores del este, probablemente se establecieron en Acholi alrededor del siglo II o I a. C. Los hablantes del nilótico oriental emigraron a Acholi entre 1000 y 1600, empujando a los habitantes del centro de Sudán más al oeste. Un número limitado de personas de habla luo probablemente llegó a Acholi a principios del siglo XV, instalándose en las afueras de la región. Si bien estos pueblos eran política y administrativamente independientes entre sí, las comunidades compartían muchas prácticas económicas y sociales. Colectivamente se les conoció como acholi. Los primeros acholi eran agricultores que cultivaban mijo, sésamo, sorgo, mijo espadaña y hortalizas.

### Integración luo-madi
Hacia mediados del siglo XVII, los antepasados de los pueblos jie y lango (rivales durante mucho tiempo de los acholi) llevaron a cabo una serie de incursiones contra los grupos luo y madi. Estas incursiones, que duraron hasta bien entrado el siglo XVIII, contribuyeron a la asimilación de los luo y madi en acholi. Aunque los lango y los acholi vivían uno al lado del otro y compartían un idioma común y otras tradiciones culturales, los lango generalmente se negaban a reconocer cualquier vínculo histórico con sus vecinos luo.

### Metalurgia
Los conocimientos del trabajo del hierro fueron importantes para su evolución económica y social desde un principio. Los acholi utilizaron dos tipos de azadas para trabajar la tierra: una en forma de estaca recta y otra que formaba un ángulo. Se supone que estas habilidades metalúrgicas las aportaron los pueblos que llegaron del centro de la región del Sudán. Sin estos implementos agrícolas la sabana habría sido casi imposible de trabajar para los primeros agricultores acholi.
En esta economía de los primeros grupos también tenía un papel importante la ganadería tradicional de los pueblos nilóticos. Los asentamientos primitivos necesitaban de una coordinada división del trabajo entre los miembros de la comunidad. Así, la agricultura necesitaba de mano de obra intensiva, realizada por pequeños grupos de hombres que trabajaban grandes extensiones de tierra. También era responsabilidad masculina la pesca y la caza. Por su parte, las mujeres recogían leña, frutas y verduras silvestres además de las tareas domésticas, la elaboración de cerveza y el cuidado de los niños.

### Organización y defensa

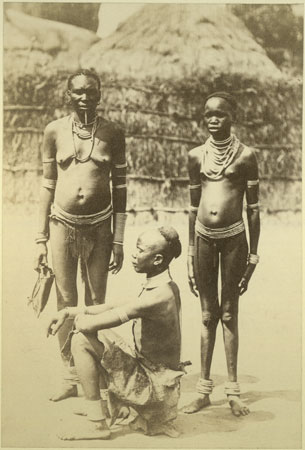
Retrato de principios del de una familia acholi

Los acholi no tuvieron una estructura política formal hasta el siglo XVII cuando se establecieron los cacicazgos. Se organizaron bajo la autoridad del varón mayor en clanes totémicos regidos por el linaje patrilineal con matrimonios exógamos.
Construyeron aldeas fortificadas con fines defensivos. Principalmente para protegerse de posibles enfrentamientos con sus vecinos del pueblo lango con quienes sostuvieron una prolongada rivalidad.

### Época colonial
En 1911 las fuerzas coloniales británicas obligaron a los acholi y al resto de los pueblos bajo su dominio a un reclutamiento forzoso de mano de obra, así como a entregar las armas de fuego en poder de sus comunidades. Las medidas de los colonialistas derivaron en un conflicto armado que implicó redadas permanentes de los británicos en el país acholi para contener las rebeliones. En 1913 el país acholi pasó oficialmente a integrarse al protectorado británico.

### SigloXX

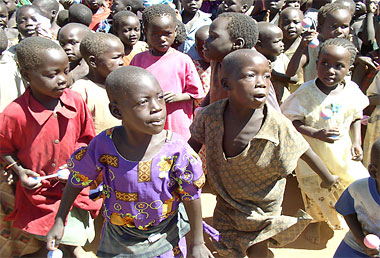
Niños desplazados por la insurgencia del LRA.

Los acholi sufrieron un genocidio durante el régimen de Idi Amín Dadá porque eran partidarios de Milton Obote. Cuando Obote triunfó, los acholi del ejército cometieron masacres en la región natal de Amin (Nilo Occidental). Los militares de origen acholi tomaron el poder derrocando a Amin en julio de 1985, pero derrotados por Museveni en 1986 huyeron al Norte. Se constituyó la UPDM (Uganda People's Democratic Movement) del general Okello, que desapareció a la muerte del general en 1990 tras conversaciones de su sucesor Eric Otema Allimadi con el gobierno, dejando como única fuerza de oposición en la zona a la UDCA (Uganda Democratic Christian Army).
La UDCA era los restos de un ejército de fanáticos que se rebelaron contra Museveni en 1987, dirigidos por Alice Lakwena y su "primo" Joseph Kony. En 1991 perdió cerca de tres mil combatientes y en el año siguiente aun un número mayor. Tras unas conversaciones fracasadas en 1994, la organización UDCA aumentó sus ataques. Uganda acusó a Sudán de apoyar a los rebeldes. En 1995 la UDCA tomó el nombre de Ejército de Resistencia del Señor (Lord's Resistence Army, LRA). A finales de 1995 el Ejército de Liberación del Pueblo Sudanés (Sudan People's Liberation Army, SPLA), aliado a Uganda, lanzó un ataque contra la LRA y derrotó a los rebeldes en sus campos de Sudán, pero en febrero de 1996 la LRA reanudó sus operaciones. En 1998 sus actividades se incrementaron, y aún más en 1999. Uganda utiliza a la SPLA para combatirlos; al estallar la guerra civil del Congo, el gobierno de Kabila facilitó apoyo a la LRA mientras Uganda favorecía a una de las facciones congoleñas.
La lucha siguió a escala reducida durante varios años, con muchas atrocidades, sobre todo por parte del LRA, consistentes en asesinatos, violaciones a hombres y mujeres para humillar, atemorizar y propagar el SIDA, amputaciones, quemados vivos lentamente, etc, acciones cometidas por prácticamente todos los bandos. En 2004 se declaró un alto el fuego.